# Urmas Kirs
Urmas Kirs (Viljandi, 5 novembre 1966) è un allenatore di calcio ed ex calciatore estone, di ruolo difensore, tecnico del Flora Rakvere.

## Carriera

### Nazionale
Ha debuttato con la maglia della nazionale estone il 3 giugno 1992 contro la Slovenia.

## Palmarès

### Giocatore

#### Competizioni nazionali
- Campionato estone: 4

Flora Tallinn: 1993-1994, 1994-1995, 1997-1998, 1998
- Coppa d'Estonia: 2

Flora Tallinn: 1994-1995, 1997-1998
- Supercoppa d'Estonia: 1

Flora Tallinn: 1998